# Mirad los lirios del campo
Mirad los lirios del campo o El secreto de una vida es una película argentina en blanco y negro dirigida por Ernesto Arancibia según guion de Tulio Demicheli y Mariano Perla sobre la novela Olhai os Lírios do Campo de Erico Verissimo que se estrenó el 25 de diciembre de 1947 y que tuvo como protagonistas a Irma Córdoba, Francisco de Paula, José Olarra, Enrique de Rosas y Silvana Roth.

## Sinopsis
Abandona un joven médico a la mujer que ama, con el propósito de casarse con otra por dinero.

## Reparto
- Francisco Audenino
- María Esther Buschiazzo
- Ricardo Castro Ríos
- Nelo Cosimi
- Irma Córdoba
- Nelly Darén
- Francisco de Paula
- César Fiaschi
- Maurice Jouvet
- Carmen Llambí
- Mercedes Llambí
- Federico Mansilla
- José Olarra
- Hugo Pimentel
- Enrique de Rosas
- Silvana Roth
- Jorge Villoldo
- Ángel Walk
- Domingo Mania
- Aurelia Ferrer

## Comentario
Las crónicas de la época dijeron: “construcción técnica impecable” (Calki), “calidad honrosa para el cine argentino” (La Prensa) y “realización despareja” (La Nación).

## Premio
La Academia de Artes y Ciencias Cinematográficas de la Argentina le otorgó el premio Cóndor Académico a la mejor partitura musical de 1947 a Julián Bautista por este filme.	